# Судзуки, Юто
Юто Судзуки (яп. 鈴木 祐斗 Судзуки Ю:то) — японский мангака. Является автором манги «Дни Сакамото».

## Биография
После окончания средней школы Юто Судзуки был зачислен в Токийский университет искусств, известный как самая престижная художественная школа в Японии.
В апреле 2019 года Судзуки нарисовал ваншот Garaku, который был опубликован в веб-журнале Shonen Jump+. За неделю Garaku набрал 590 000 просмотров и стал одним из самых читаемых комиксов в Shonen Jump+. Спустя четыре месяца после Garaku Судзуки нарисовал ваншот под названием Locker Room. Он получил очень благоприятный прием и был адаптирован в телесериал. Получив высокое признание как мангака, Судзуки начал свою первую сериализацию «Дни Сакамото».
Заинтересоваться карьерой мангаки его заставила работа Doumu Кацухиро Отомо, также на него повлияли мангаки Такэхико Иноуэ и Хироя Оку. Судзуки любит фильмы Кристофера Нолана, его хобби — баскетбол, любимые серии манги — Doumu и Hunter × Hunter.

## Работы

### Ваншоты
- Garaku (яп. 骸区) — дебютная работа, опубликован в Shonen Jump+ в апреле 2019 г.
- Locker Room (яп. ロッカールーム Рокка: ру:му) — опубликован в Shonen Jump+ в сентябре 2019 г.
- Sakamoto (яп. SAKAMOTO-サカモト-) — опубликован в Jump GIGA в декабре 2019 года; является прототипом манги «Дни Сакамото».

### Сериализации
- «Дни Сакамото» (яп. サカモトデイズ Сакамото дэйдзу), ноябрь 2020—н. в. — публикуется в Weekly Shonen Jump.